# Себастьян Любомирський
Себастьян Любомирський (пол. Sebastian Lubomirski, нар. близько 1546 — пом. 22 червня 1613, Добчиці) — польський аристократ, урядник Корони, граф на Вісьнічу (надання імператора Священної Римської імперії, з походження шляхтич). Дід Александера Конецпольського.

## З життєпису
Син дідича Славковіц та Ґраюва Станіслава Любомирського та його другої дружини Барбари Грушковської (угорки з походження).
У 1559-60 роках навчався в університеті Лейпцигу. Пізніше став придворним краківського єпископа РКЦ Філіпа Падневського. Після 1578 року став головним управителем маєтків, що належали монастирю кларисок у Старому Сончі.
У 1581 році став жупником краківським; під час перебування на посаді визискував гірників, не визнавав привілеїв, забезпечених на жупах, вдавався до різного роду махінацій. 
Він володів Віснічем та Серчем. Був жупаном Краківським у 1581—1592 роках, бургграф Кракова з 1584 року, каштелян Малогоща з 1591 року, Беча з 1598 року, Войнічу з 1603 та староста Сандомира, Нового Сонча та Спишу.
Наприкінці життя найчастіше перебував у Добчицях, хворів, де помер 22 червня 1613. Був похований 5 серпня 1613 року в костелі домініканців Кракова.